# Rarotonga
Rarotonga je z okoli 10.000 prebivalci najbolj poseljen otok Cookovega otočja. Otok s površino 67 km² se nahaja v južnem Tihem oceanu, prestolnica je Avarua (tudi glavno mesto Cookovega otočja).
Upravno je otok razdeljen na 5 okrožij; parlament Cookovega otočja se nahaja na Rarotongi. Odkrit je bila leta 1814, od leta 1891 je del Cookovega otočja.

## Geografija
V dolžino meri 11 km, v širino 6 kilometrov. Je vulkanskega izvora, obkroža ga laguna, ki je na južnem delu otoka širša, tu najdemo tudi štiri s palmami poraščene manjše grebenaste otočke (t. i. motu). 
Najvišji vrh se imenuje Te Manga, dosega 658 m. n. v. Notranjost otoka je gorata in porasla z deževnim gozdom. Zaradi nedostopnosti ni poseljena. Ogrožena živalska vrsta je kakerori, rarotonški muholovec.

## Gospodarstvo
Kmetijske površine se raztezajo ob ozkem obalnem pasu. Pridelujejo sladek krompir, taro (kulturna rastlina, podobna krompirju) in razne vrste tropskega sadja.
Na tem območju se je razvil turizem; ponujajo predvsem potapljanje, kolesarjenje, pohodništvo (na Raemaru, Wigmore Falls, Arai Te Tonga), podvodni ribolov ... Tu najdemo tudi znamenito plažo Muri. Rarotonga premore tudi letališče; letalske prevoze večinoma zagotavlja Air New Zealand, lokalni prevoznik je Air Rarotonga. So glavno prestopno letališče za druge otoke. Imajo tri pristanišča, v komercialne namene služi le Aviatu, v katerem se lahko zasidrajo predvsem manjša plovila (lokalni promet in povezave z Novo Zelandijo), večje ladje se morajo zasidrati drugje. Glavna cesta se vije ob obali, nekaj manjših cest je še v notranjosti. Avtobus ima dve progi: v smeri urinega kazalca in v nasprotni smeri urinega kazalca. Potnike pobirajo tudi izven označenih avtobusnih postaj.